# Neoathyreus illotus
Neoathyreus illotus es una especie de coleóptero de la familia Geotrupidae.

## Distribución geográfica
Habita en la Guayana, Guayana Francesa y Brasil.